# Aseraggodes dubius
 Aseraggodes dubius és un peix teleosti de la família dels soleids i de l'ordre dels pleuronectiformes que es troba a les costes de Java, Bali i Filipines.